# Hygrophila quadrivalvis
Hygrophila quadrivalvis là một loài thực vật có hoa trong họ Ô rô. Loài này được (Buch.-Ham.) Nees mô tả khoa học đầu tiên năm 1832.